# Bruinsmia styracoides
Bruinsmia styracoides är en storaxväxtart som beskrevs av Boerlage och Koorders. Bruinsmia styracoides ingår i släktet Bruinsmia och familjen storaxväxter. Inga underarter finns listade i Catalogue of Life.